# Prokopi
Prokopi sau Prokopion (în greacă Προκόπι(ον)) este un sat din nordul insulei Evia a Greciei. Satul, care se află la 87 de km de capitala greacă Atena, are o populație de 948 de persoane, conform recensământului din 2011.
Satul a purtat până în noiembrie 1927 numele Ahmet-agha (în greacă Αχμέταγα). Aici s-au stabilit 263 de refugiați greci din orașul Ürgüp (în greacă Προκόπιο, transliterat: Prokopio) din Cappadocia (Turcia), care au venit după schimbul de populație dintre Grecia și Turcia din 1924. Acest sat grecesc este cunoscut pentru faptul că în biserica locală se află moaștele Sfântului Ioan Rusul, care au fost aduse aici de refugiații capadocieni.
La marginea estică a satului Prokopi trece drumul național EO77, care leagă localitățile Chalkis și Edipsos din nord-vestul insulei Evia.

## Demografie
| An   | Populație |
| ---- | --------- |
| 1991 | 1094      |
| 2001 | 1020      |
| 2011 | 948       |